# Shan Tao

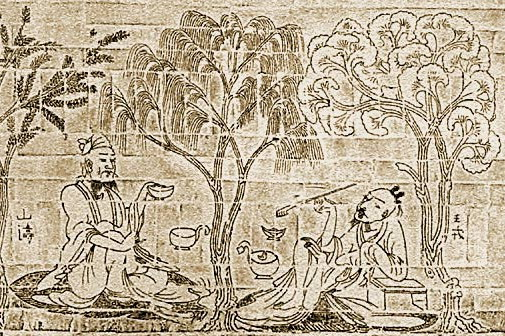
Shan Tao (po lewej) i Wang Rong, na reliefie z IV w.

Shan Tao (chiń. upr. 山涛; chiń. trad. 山濤; pinyin Shān Tāo; ur. 205, zm. 283) – chiński polityk, zaliczany do Siedmiu Mędrców z Bambusowego Gaju.
Jako pierwszy ze swego rodu doszedł do wysokich stanowisk, mianowany przez cesarza Wudi z dynastii Jin, który go wysoko cenił. W latach 272–279 pełnił funkcję dyrektora ds. personelu; najwyższe ministerialne stanowisko osiągnął w 282, tuż przed śmiercią. Zachowane anegdoty opisują go jako błyskotliwego, o wielkiej zdolności intuicyjnego rozumienia rzeczy, zarówno kwestii wojskowych, jak i osobistych dziwactw przyjaciół; rozumiał też idee nauki Lao-Zhuanga (tj. taoizmu). Uosabiał ideał konfucjańskiego urzędnika – aktywnie uczestniczącego w życiu publicznym, oddanego, obowiązkowego, służącego swą pracą państwu, ale niezaangażowanego we frakcyjne walki polityczne.
Był przyjacielem Xi Kanga, którego rekomendował na stanowisko urzędnicze, podobnie jak Ruan Xiana. Zdawał sobie sprawę z nieprzydatności tego ostatniego jako urzędnika, ale podziwiał jego nieprzywiązanie do spraw światowych, co za tym idzie – niepodatność na wszelką korupcję. Miał jednak wielki talent do znajdowania właściwych ludzi na właściwe stanowiska, dzięki umiejętności nader trafnego charakteryzowania ich zdolności.